# Lepidonotus fiordlandica
Lepidonotus fiordlandica är en ringmaskart som beskrevs av Knox 1956. Lepidonotus fiordlandica ingår i släktet Lepidonotus och familjen Polynoidae.
Artens utbredningsområde är havet kring Nya Zeeland. Inga underarter finns listade i Catalogue of Life.